# Ingrid Bergman
För andra betydelser, se Ingrid Bergman (olika betydelser).

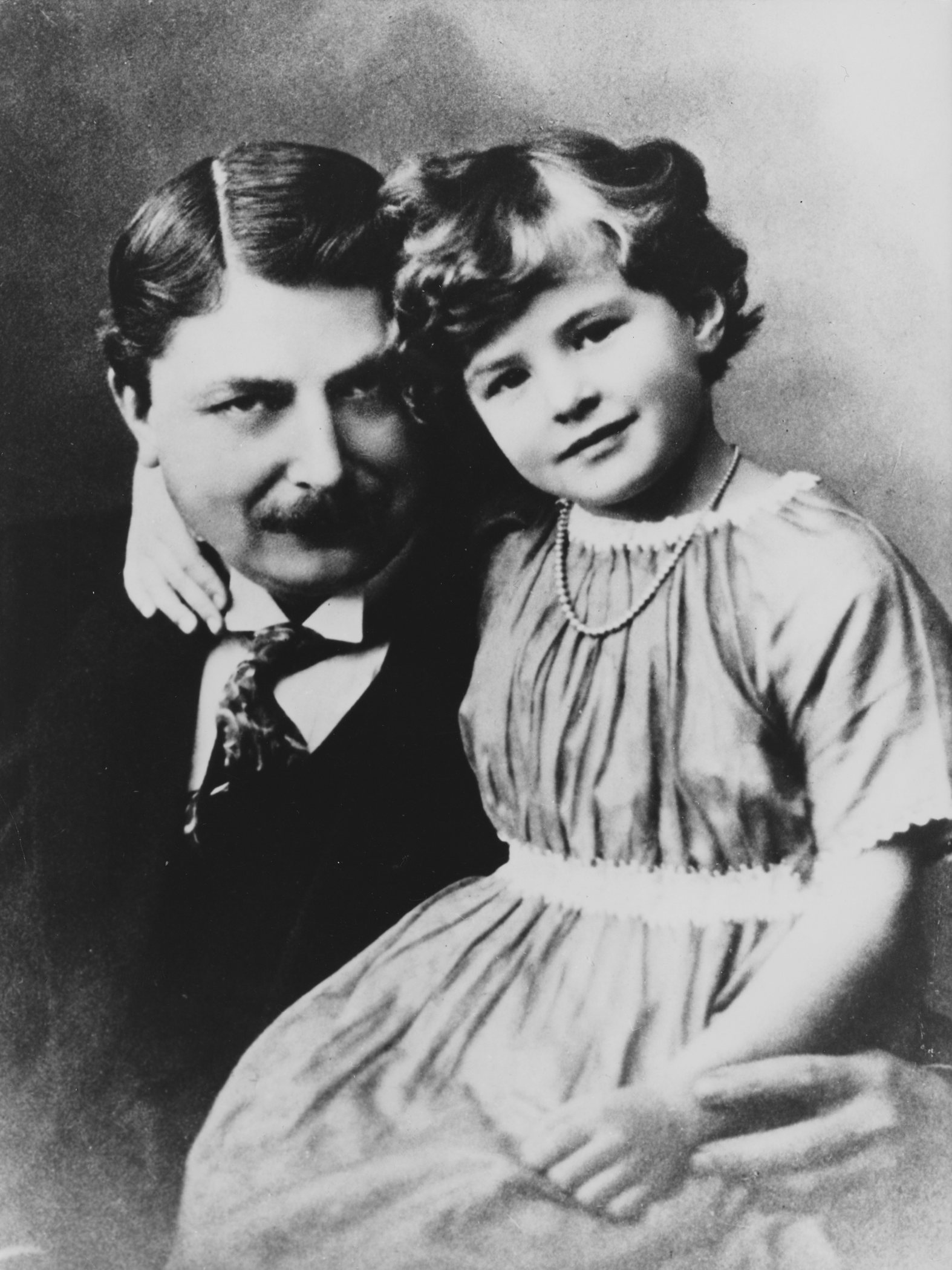
Ingrid Bergman 6 år gammal 1921 med sin far Justus.

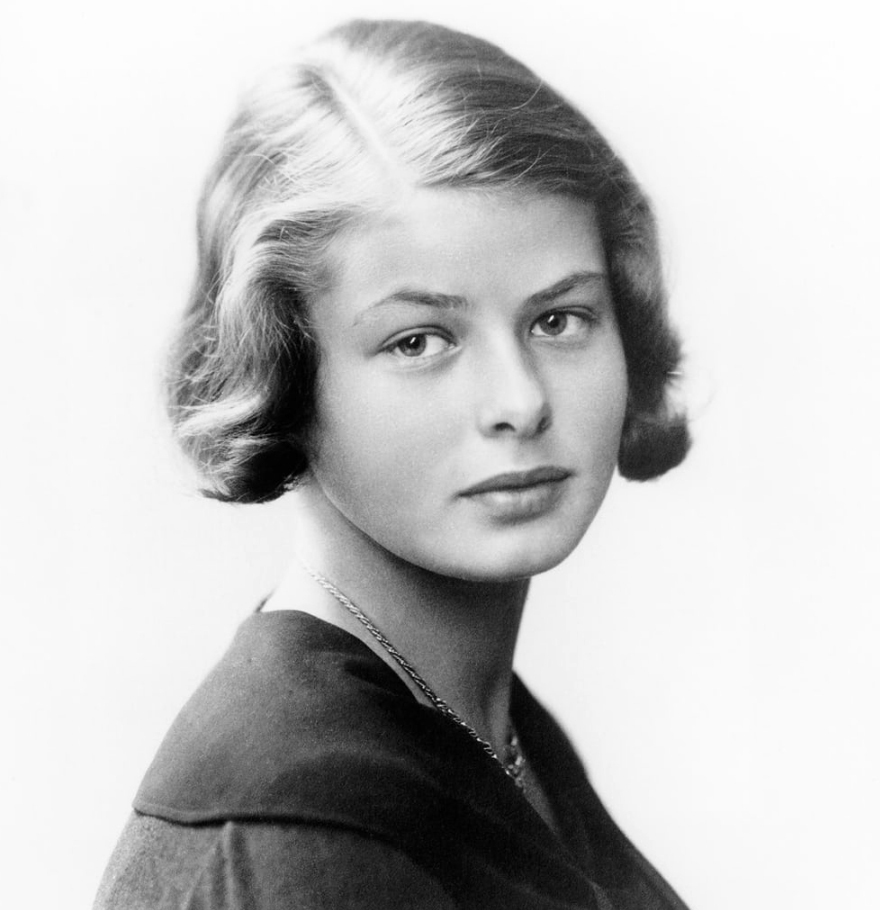
Ingrid Bergman vid 14 års ålder.

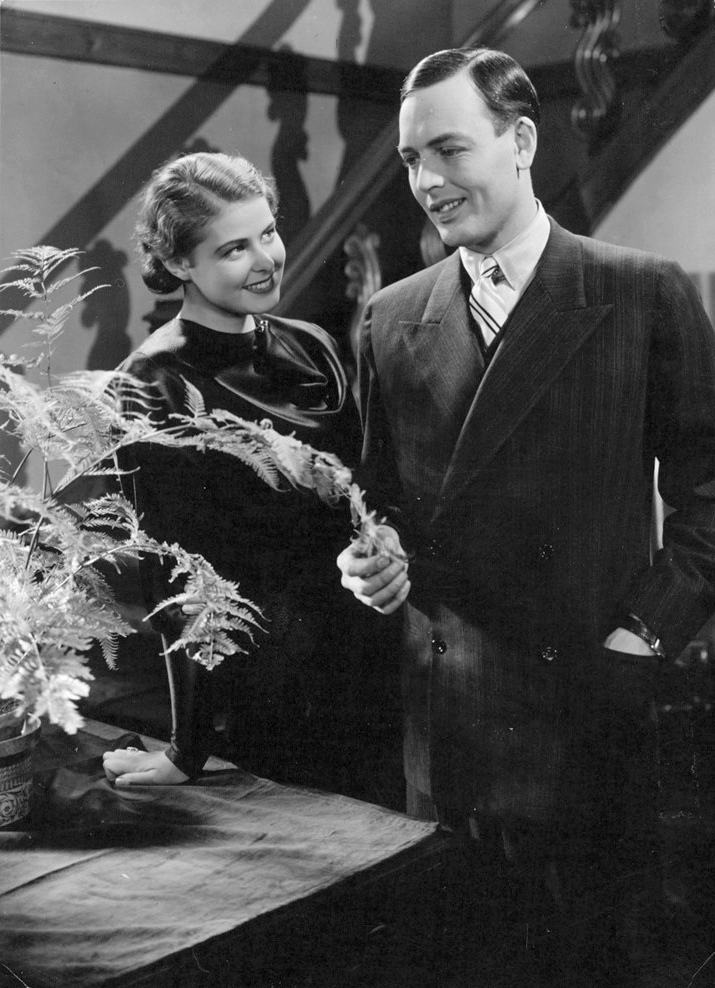
Bergman med Håkan Westergren i Swedenhielms (1935).

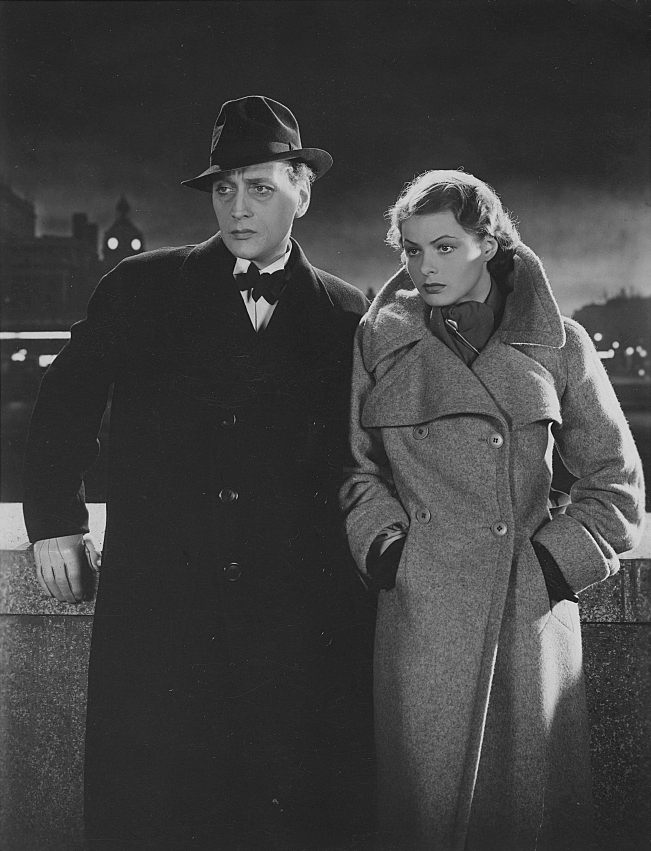
Gösta Ekman och Bergman i Intermezzo från 1936.

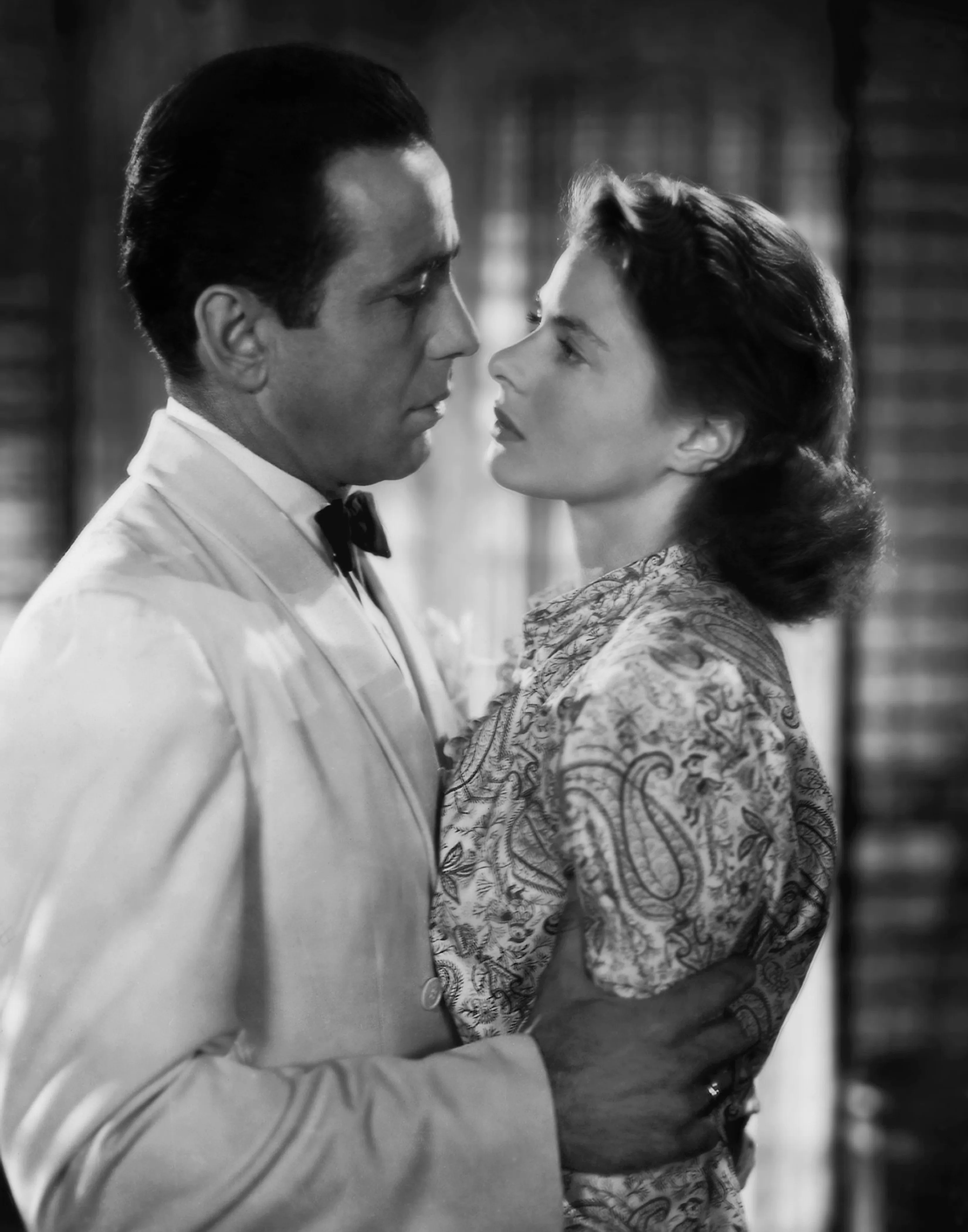
Humphrey Bogart och Bergman i Casablanca från 1942.

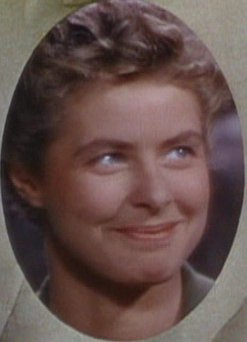
Bergman i Klockan klämtar för dig (1943), hennes första färgfilm.

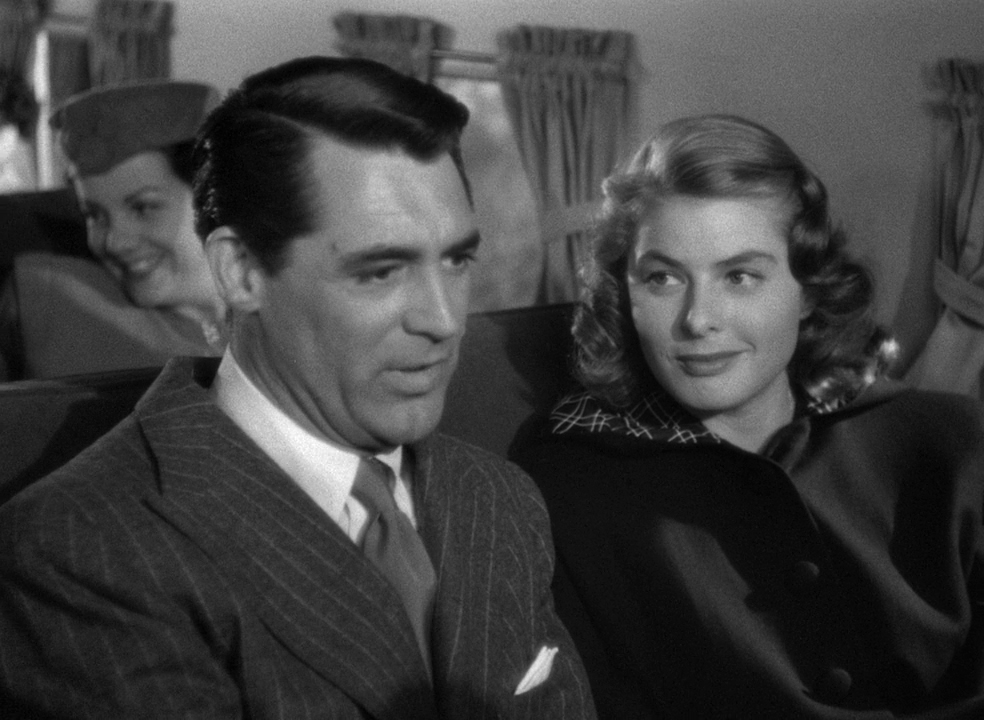
Cary Grant och Ingrid Bergman i filmen Notorious! från 1946.

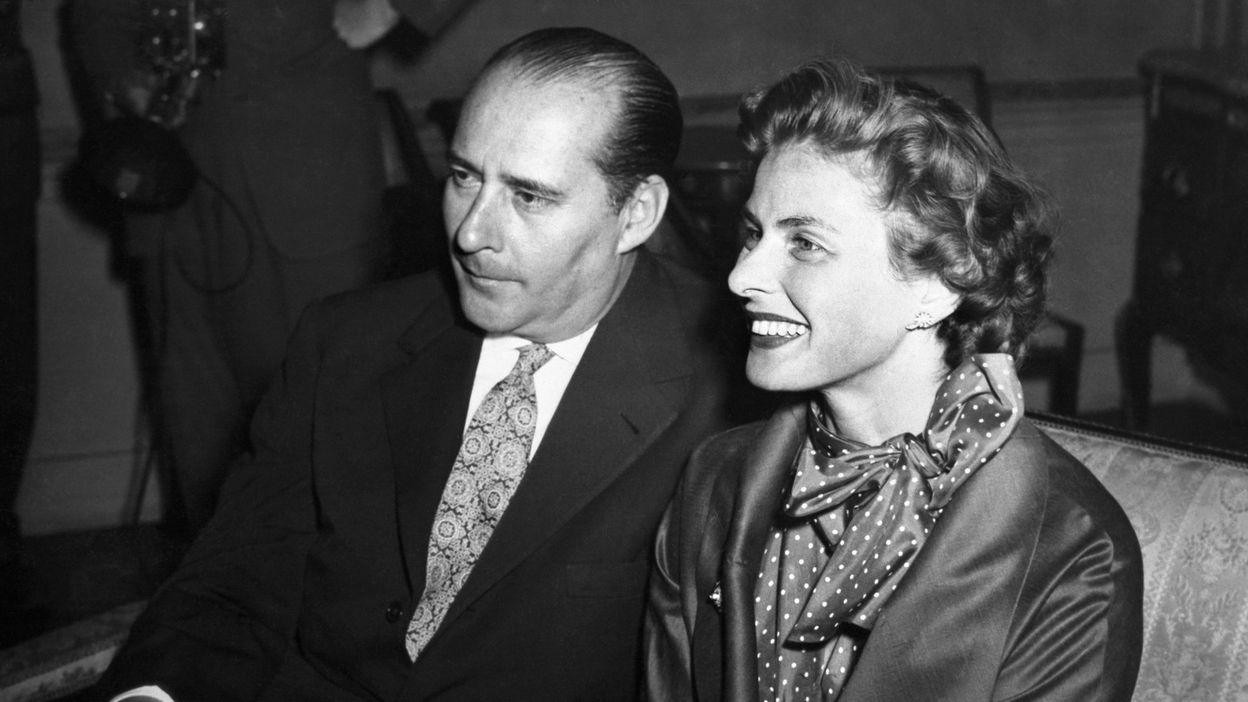
Rossillini och Bergman 1951.

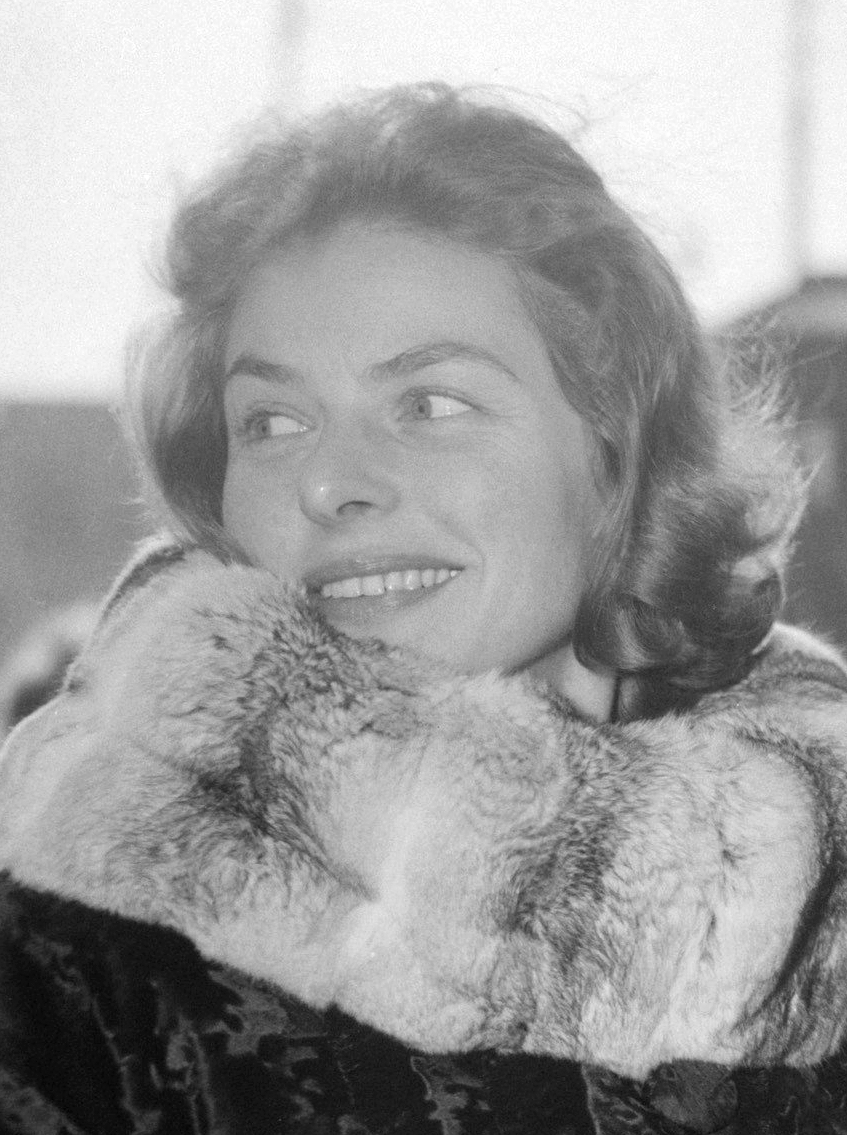
Ingrid Bergman 1960.

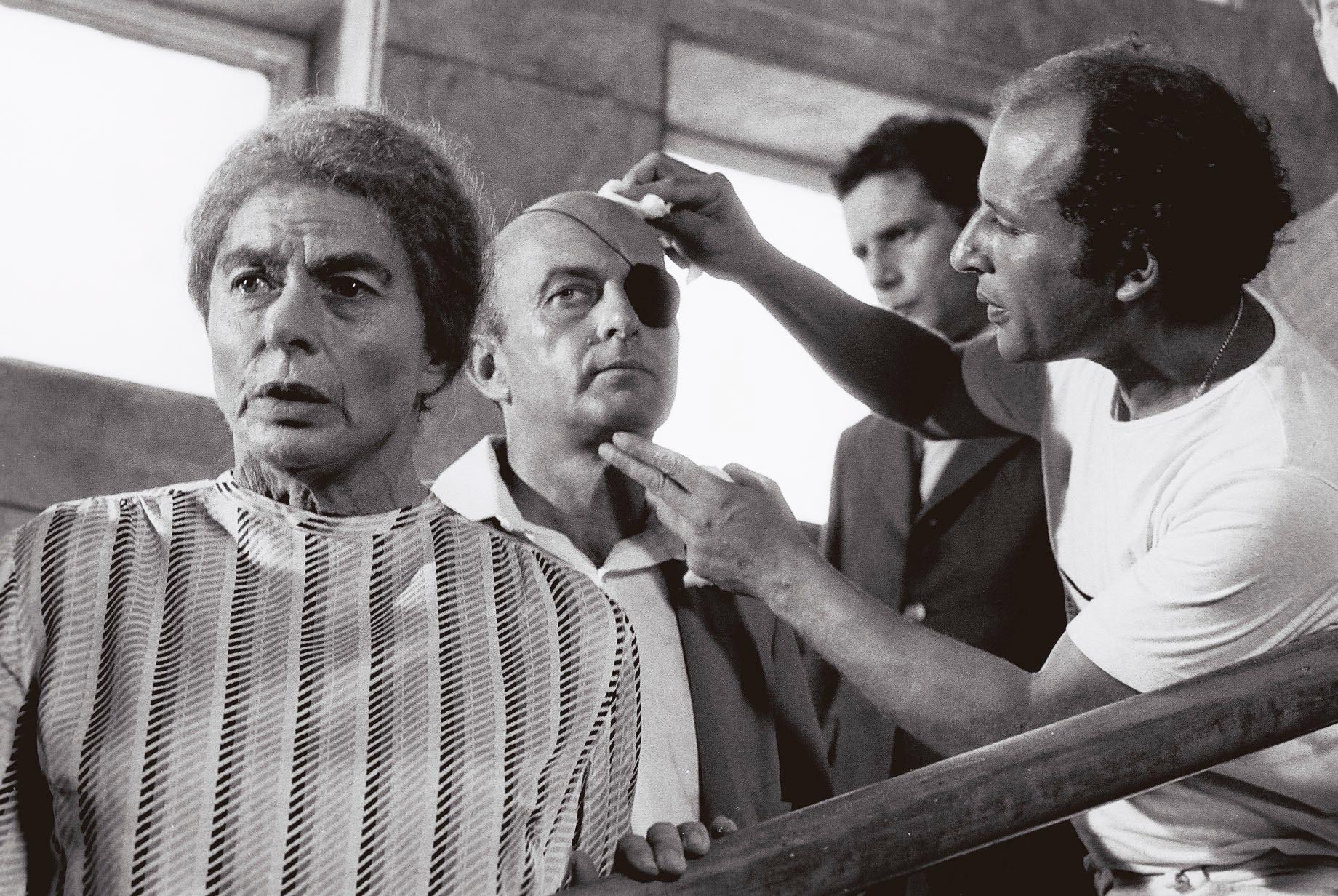
Ingrid Bergman i sin sista roll som Golda Meir i A Woman Called Golda från 1982.

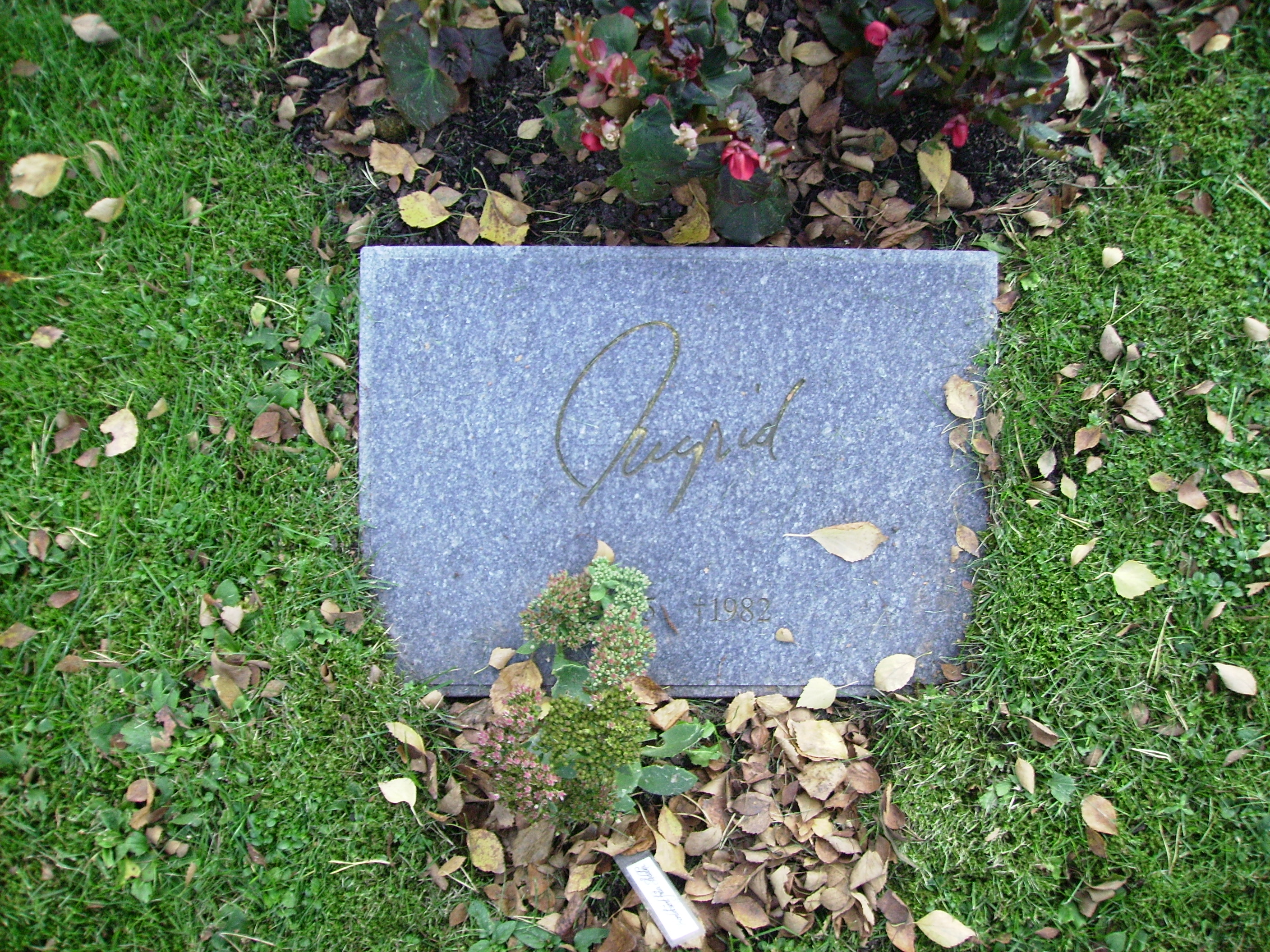
Ingrid Bergmans gravvård på Norra begravningsplatsen i Stockholm.

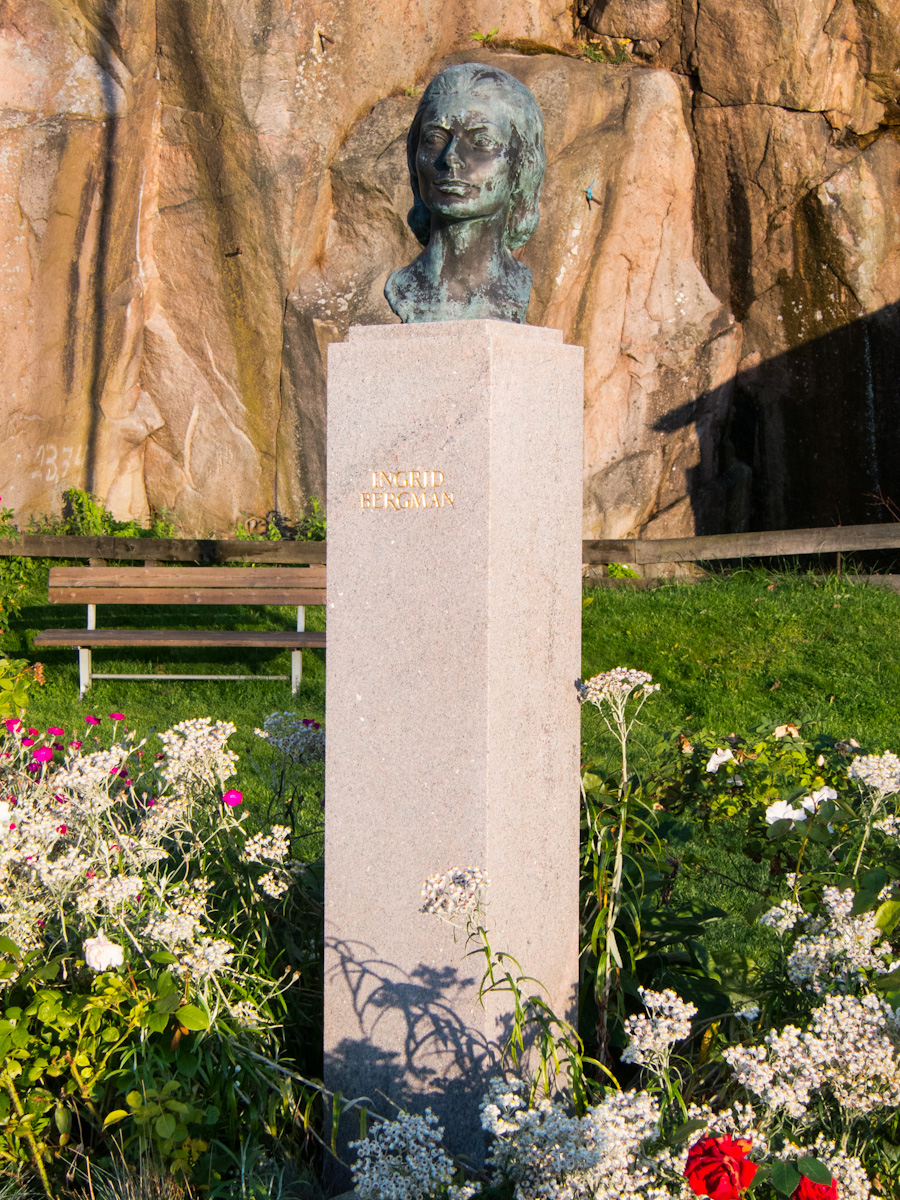
Minnesstaty i Fjällbacka

Ingrid Bergman, född 29 augusti 1915 i Hedvig Eleonora församling i Stockholm, död 29 augusti 1982 i London, var en svensk skådespelare. Bergman spelade i europeiska och amerikanska filmer och tilldelades filmpriset Oscar tre gånger. Det skedde två gånger för bästa kvinnliga huvudroll – i Gasljus 1944 och i Anastasia 1956 – plus för bästa kvinnliga biroll i Mordet på Orientexpressen 1974. 
Mest känd är Ingrid Bergman för sina roller som Ilsa Lund i Casablanca 1942, mot Humphrey Bogart och som Alicia Huberman i Alfred Hitchcocks thriller Notorious! 1946, mot Cary Grant. Av Amerikanska Filminstitutet är hon rankad som den fjärde största kvinnliga stjärnan inom amerikansk film genom alla tider.

## Biografi

### Tidiga år
Ingrid Bergman var dotter till konstnären och fotografen Justus Bergman (1871–1929) och Friedel Adler (1884–1918). Modern var född i Kiel i Tyskland och föräldrarna ingick äktenskap 13 juni 1907 i Hamburg. 1908 födde hon en dödfödd son och några år senare fick de ytterligare ett barn, som dog efter några veckor, så Ingrid Bergman var deras enda överlevande barn. Vid tiden för hennes födelse var de bosatta på Strandvägen 3 - i kvarteret närmast intill Kungliga Dramatiska Teatern - där Justus Bergman även drev en fotoaffär. År 1918 avled modern i gulsot.  
I faderns fotoateljé väcktes hennes intresse för foto och film – något hon själv livet igenom ägnade sig mycket åt som fritidsintresse – och hon älskade att som barn få klä ut sig och agera modell framför kameran. 1929 när hon var 13 år blev Ingrids tillvaro helt omkullkastad, då fadern också dog och hon tvangs flytta till sin ogifta faster, Ellen Bergman. Året därpå dog även fastern och hon flyttade till en farbror, Otto Bergman, och dennes hustru Hulda. 
Ingrid Bergmans första kontakt med skådespelaryrket var som 16-årig statist i Gunnar Skoglunds film Landskamp (1931). År 1933 blev hon antagen vid Dramatens elevskola.

### Svensk karriär
År 1935 gjorde Bergman sin första riktiga filmroll i Sigurd Walléns film Munkbrogreven mot Edvin Adolphson. Nästa uppgift var rollen som Astrid i Swedenhielms. Sedan följde i rask takt Ivar Johanssons Bränningar och Gustaf Edgrens Valborgsmässoafton med Lars Hanson och Victor Sjöström. Samtliga 1935. Men den film som kom att betyda mest för Ingrid Bergmans karriär var Gustaf Molanders Intermezzo från 1936. Samarbetet med Molander fortsatte med filmerna På Solsidan, även den 1936 och En kvinnas ansikte 1938. Samma år gjordes även filmen Dollar.
Ingrid Bergman gifte sig 1937 med den blivande neurokirurgen Petter Lindström (1907-2000). De fick 1938 tillsammans dottern Pia.
År 1938 medverkade Bergman i den tyska filmen Kvartetten gifter sig (Die vier Gesellen).
Efter att den svenska filmen Intermezzo visats i USA där Ingrid Bergmans nordiska skönhet uppmärksammades kontaktades hon av Hollywood-producenten David O. Selznick, som erbjöd henne ett filmkontrakt. Så 1939 kom Ingrid Bergman till Kalifornien och spelade in den amerikanska versionen av Intermezzo, med Leslie Howard i rollen som professor Brandt. 
Hösten 1939 var Bergman kontrakterad för medverkan i Per Lindbergs film Juninatten så hon återvände till Sverige för sitt sista åtagande för Svensk Filmindustri.

### Stjärna i Hollywood
Bergman gjorde snabbt ett stort intryck på såväl den amerikanska som den internationella filmpubliken som uppfattade henne som en ovanligt naturlig, sund och okonstlad skönhet. Hennes popularitet steg i rasande takt och med rollen som Ilsa Lund i Michael Curtiz film Casablanca 1942 blev hon en stor internationell filmstjärna.
År 1943 gjorde hon rollen som Maria i Sam Woods film Klockan klämtar för dig med Gary Cooper och hon fick sin första Oscar för rollen som Paula i George Cukors film Gasljus från 1944.
Ingrid Bergman spelade därefter mot Bing Crosby i Klockorna i S:t Mary (1945), mot Gregory Peck i Alfred Hitchcocks Trollbunden samma år och en fin prestation med rollen som Alicia i Hitchcocks Notorious 1946 där hon för första gången spelade med Cary Grant.
Bergman inledde en hemlig kärleksaffär med fotografen Robert Capa, som varade ett par år efter att de träffats i Paris 1945.
I slutet av 1940-talet började Ingrid Bergman känna en växande leda vid det fabriksmässiga filmarbetet i Hollywood och sökte kontakt med den italienske filmregissören Roberto Rossellini, vars starka, neorealistiska filmer hon fascinerades av och hon kände att det var den utmaning hon som skådespelare behövde.

### Italienåren och senare karriär
Bergman och Rossellini inledde ett förhållande samtidigt som hon fick en roll i hans film Stromboli (1950). Båda var redan gifta och deras kärleksaffär blev en stor internationell medieskandal, som orsakade henne omfattande problem yrkesmässigt, eftersom ingen i Hollywood vågade ha med henne att göra. I USA höjdes till och med krav på "bannlysning" av alla hennes filmer och senatorn Edwin C. Johnson höll 14 mars 1950 ett långt anförande i USA:s kongress om den skådespelerska han tidigare sett som ett föredöme, men nu i stället såg som en depraverad kraft i "det ondas tjänst". Han yrkade på att hon skulle förvägras vidare inresetillstånd till USA. Hon valde att inte heller återvända dit förrän flera år senare. Paret fick sonen Roberto Ingmar Rossellini och senare tvillingarna Ingrid Isotta Rossellini och Isabella Rossellini.

## Brevet till Rossellini
| ”                | Bäste Mr. Rossellini, Jag har sett Era filmer Rom – öppen stad och Befriande eld och uppskattade dem väldigt mycket. Om Ni behöver en svensk skådespelerska som talar flytande engelska, som inte har glömt sin tyska, som inte är särskilt bra på franska och som på italienska bara känner till "ti amo", är jag beredd att komma och spela in en film med Er. | „ |
| – Ingrid Bergman | |   |

Rossellini vägrade att låta henne arbeta med andra regissörer än sig själv, vars produktioner varken konstnärligt eller ekonomiskt blev framgångsrika. Men när den franske regissören Jean Renoir erbjöd henne en annorlunda komediroll i Elena och männen (1955) lättade han på förbudet. Samtidigt inledde Rossellini under en filminspelning i Indien en kärleksaffär med en indiska, varpå skilsmässan blev ett faktum 1957.
Med rollen som Anastasia i filmen med samma namn (1956) i regi av Anatole Litvak fick hon sin andra Oscar, men valde att inte själv komma till prisceremonin i USA, så priset mottogs av Cary Grant å hennes vägnar. År 1960 fick hon även en stjärnutmärkelse på Hollywood Walk of Fame.
Åren 1958–1979 var Ingrid Bergman för tredje gången gift, den här gången med den svenske men internationellt verksamme teaterdirektören Lars Schmidt. Hon spelade ledande roller i ett par av hans teaterproduktioner och tillbringade somrarna på hans privata ö Dannholmen i den bohuslänska skärgården utanför Fjällbacka.      
Ingrid Bergman återvände till SF 1964 för rollen som Mathilde Hartman i Smycket, vilken ingick i episodfilmen Stimulantia, som hade premiär 1967.

### Sista åren
Bergmans filmkarriär fortsatte 1969 i komedin Kaktusblomman med Walter Matthau och Goldie Hawn. Men allra mest minnesvärd är den svenskfödda Greta Ohlsson i Mordet på Orientexpressen 1974, som gav henne en tredje Oscar för Bästa kvinnliga biroll.
Hösten 1977 gjorde Ingrid Bergman rollen som den världsberömda pianisten Charlotte i Ingmar Bergmans film Höstsonaten.
Bergman gjorde överraskande ytterligare en sista roll, likaledes ett av hennes realistiska livsporträtt, i tv-filmen En kvinna kallad Golda, i vilken hon spelade Israels tidigare premiärminister Golda Meir. Filmen spelades in 1981 och visades för första gången i amerikansk teve i april 1982. Rollen som Golda Meir gav henne postumt en Emmy Award och en Golden Globe Award.
Ingrid Bergman avled i London på sin 67:e födelsedag 1982, efter en tids sjukdom (bröstcancer). Hon gravsattes med sina föräldrar på Norra begravningsplatsen i Stockholm. Merparten av hennes aska ströddes dock i havet vid Dannholmen utanför Fjällbacka. 

## Eftermäle
I Fjällbacka är en byst rest till Bergmans minne och det lilla torget vid hamnen är döpt till Ingrid Bergmans torg.
Ingrid Bergman är en av de internationellt mest kända svenskarna. Tillsammans med Greta Garbo är hon också en av Sveriges mest kända skådespelerskor. Hon anses av American Film Institute vara en av de 50 främsta filmstjärnorna genom tiderna.
Ett flertal dokumentärfilmer och tv-program har gjorts om Ingrid Bergman genom åren, bland annat med medverkan av hennes dotter Pia Lindström. Till 100-årsminnet av hennes födelse hedrades Ingrid Bergman på Filmfestivalen i Cannes 2015, där hennes ansikte prydde festivalaffischerna och Stig Björkmans tvåtimmars dokumentärfilm Jag är Ingrid premiärvisades. Denna dokumentärfilm, som sedan visades på SVT 27 december 2016, innehåller en mängd tidigare ovisade privata smalfilmer tagna av henne och familjemedlemmar samt bygger till stor del på hennes egna dagboksanteckningar.
Den 20 augusti 2015 utgav svenska Postnord och amerikanska US Postal Service några svenska respektive amerikanska frimärken till 100-årsminnet av Ingrid Bergmans födelse.
År 2017 sattes en musikal upp på Östgötateatern om Ingrid Bergman. Handlingen kretsar kring tiden för uppbrottet från Petter Lindström och dottern Pia, förhållandet med Roberto Rosselini och dess konsekvenser. 2020 sattes den upp för andra gången i omarbetad version på kulturhuset Spira i Jönköping

## Filmografi i urval

### Film
| År   | Filmtitel                              | Engelsk titel                                          | Roll                               |
| ---- | -------------------------------------- | ------------------------------------------------------ | ---------------------------------- |
| 1932 | Landskamp                              |                                                        | Flicka som står i kö               |
| 1935 | Munkbrogreven                          | The Count of the Old Town                              | Elsa Edlund                        |
| 1935 | Bränningar                             | Ocean Breakers                                         | Karin Ingman                       |
| 1935 | Swedenhielms                           | The Swedenhielms                                       | Astrid                             |
| 1935 | Valborgsmässoafton                     | Walpurgis Night                                        | Lena Bergström                     |
| 1936 | På solsidan                            | On the Sunny Side                                      | Eva Bergh                          |
| 1936 | Intermezzo                             |                                                        | Anita Hoffman                      |
| 1938 | Dollar                                 |                                                        | Julia Balzar                       |
| 1938 | En kvinnas ansikte                     | A Woman's Face                                         | Anna Holm, aka Anna Paulsson       |
| 1938 | Kvartetten gifter sig                  | (originaltitel: Die Vier Gesellen) The Four Companions | Marianne                           |
| 1939 | En enda natt                           | Only One Night                                         | Eva Beckman                        |
| 1939 | Intermezzo                             |                                                        | Anita Hoffman                      |
| 1940 | Juninatten                             | June Night                                             | Kerstin Norbäck - aka Sara Nordanå |
| 1941 | Adam hade fyra söner                   | Adam Had Four Sons                                     | Emilie Gallatin                    |
| 1941 | Himlens vrede                          | Rage in Heaven                                         | Stella Bergen Monrell              |
| 1941 | Dr. Jekyll och Mr. Hyde                |                                                        | Ivy Peterson                       |
| 1942 | Casablanca                             |                                                        | Ilsa Lund                          |
| 1943 | Klockan klämtar för dig                | For Whom the Bell Tolls                                | María                              |
| 1943 | Vi i Amerika (kortfilm)                | Swedes in America                                      | Sig själv                          |
| 1944 | Gasljus                                | Gaslight                                               | Paula Alquist Anton                |
| 1945 | Högt spel i Saratoga                   | Saratoga Trunk                                         | Clio Dulaine                       |
| 1945 | Trollbunden                            | Spellbound                                             | Dr. Constance Petersen             |
| 1945 | Klockorna i S:t Mary                   | The Bells of St. Mary's                                | Syster Mary Benedict               |
| 1946 | American Creed (kortfilm)              |                                                        | Sig själv                          |
| 1946 | Notorious!                             | Notorious                                              | Alicia Huberman                    |
| 1948 | Triumfbågen                            | Arch of Triumph                                        | Joan Madou                         |
| 1948 | Jeanne d’Arc                           | Joan of Arc                                            | Jeanne d’Arc                       |
| 1949 | Under Capricorn                        |                                                        | Lady Henrietta Flusky              |
| 1950 | Stromboli                              |                                                        | Karin                              |
| 1952 | Den stora kärleken                     | The Greatest Love                                      | Irene Girard                       |
| 1953 | Vi kvinnor (segment: "Ingrid Bergman") | We, the Women                                          | Sig själv                          |
| 1954 | Giovanna d'Arco al rogo                | Joan of Arc at the Stake                               | Giovanna d'Arco (Jeanne d’Arc)     |
| 1954 | Resa till Italien                      | Journey to Italy                                       | Katherine Joyce                    |
| 1954 | Otrohet                                | Fear                                                   | Irene Wagner                       |
| 1956 | Anastasia                              |                                                        | Anna Koreff/Anastasia              |
| 1956 | Elena och männen                       | Elena and Her Men                                      | Elena Sokorowska                   |
| 1958 | Indiskret                              | Indiscreet                                             | Anna Kalman                        |
| 1958 | Värdshuset Sjätte Lyckan               | The Inn of the Sixth Happiness                         | Gladys Aylward                     |
| 1961 | Tycker ni om Brahms ...                | Goodbye Again                                          | Paula Tessier                      |
| 1961 | Auguste                                | Kolka, My Friend                                       | (Okrediterad cameoroll)            |
| 1964 | Besöket                                | The Visit                                              | Karla Zachanassian                 |
| 1964 | Den gula Rolls-Roycen                  | The Yellow Rolls-Royce                                 | Gerda Millett                      |
| 1967 | Stimulantia: episoden Smycket          |                                                        | Mathilde Hartman                   |
| 1969 | Kaktusblomman                          | Cactus Flower                                          | Stephanie Dickinson                |
| 1970 | Henri Langlois (dokumentärfilm)        |                                                        | Sig själv                          |
| 1970 | En promenad i vårregnet                | A Walk in the Spring Rain                              | Libby Meredith                     |
| 1973 | Två rymmare och en ängel               | From the Mixed-Up Files of Mrs. Basil E. Frankweiler   | Mrs. Frankweiler                   |
| 1974 | Mordet på Orientexpressen              | Murder on the Orient Express                           | Greta Ohlsson                      |
| 1976 | Nina                                   | A Matter of Time                                       | Countess Sanziani                  |
| 1978 | Höstsonaten                            | Autumn Sonata                                          | Charlotte Andergast                |

### TV
| År   | Titel                                                  | Roll                   |
| ---- | ------------------------------------------------------ | ---------------------- |
| 1959 | Startime: The Turn of the Screw                        | Guvernant              |
| 1961 | Twenty-Four Hours in a Woman's Life                    | Clare Lester           |
| 1963 | Hedda Gabler                                           | Hedda Gabler           |
| 1966 | The Human Voice                                        | Okänd kvinna (monolog) |
| 1977 | Great Performances: Childhood                          | Värd                   |
| 1979 | The American Film Institute Salute to Alfred Hitchcock | Sig själv (Värd)       |
| 1982 | En kvinna kallad Golda                                 | Golda Meir             |

## Teater

### Roller
| År   | Roll                  | Produktion                                             | Regi               | Teater |
| ---- | --------------------- | ------------------------------------------------------ | ------------------ | --- |
| 1934 | Figurant              | Rivalerna Richard Sheridan                             | Alf Sjöberg        | Dramaten |
| 1937 | Claire                | Timmen H Pierre Chaine                                 | Ernst Eklund       | Komediteatern                                                                                               |
| 1937 |                       | Jean Ladislaus Bús-Fekete                              | Gustaf Molander    | Oscarsteatern                                                                                               |
| 1940 | Julie                 | Liliom Ferenc Molnár                                   | Benno Schneider    | 44th Street Theatre, New York, USA                                                                          |
| 1941 | Anna Christopherson   | Anna Christie Eugene O'Neill                           |                    | Lobero Theatre, Santa Barbara, USACurran Theatre, San Francisco, USA och Maplewood Theatre, New Jersey, USA |
| 1946 | Mary Grey (Joan)      | Johanna från Lothringen Maxwell Anderson               | Margo Jones        | Alvin Theatre (numera Neil Simon Theatre), New York, USA                                                    |
| 1953 | Jeanne d’Arc          | Jeanne d'Arc på bålet Arthur Honegger och Paul Claudel | Roberto Rossellini | Teatro di San Carlo, Neapel, Italien Stoll Theatre, London, Storbritannien                                  |
| 1955 | Jeanne d'Arc          | Jeanne d'Arc på bålet Arthur Honegger och Paul Claudel | Roberto Rossellini | Kungliga teatern (nuvarande Kungliga Operan)                                                                |
| 1956 | Laura Reynolds        | Tea and Sympathy Robert Anderson                       |                    | Théâtre de Paris, Paris, Frankrike                                                                          |
| 1962 | Hedda Gabler          | Hedda Gabler Henrik Ibsen                              |                    | Théâtre Montparnasse Gaston Baty, Paris, Frankrike                                                          |
| 1965 | Natalia Petrovna      | A Month in the Country Ivan Turgenjev                  | Michael Redgrave   | Yvonne Arnaud Theatre, Guildford, Storbritannien och Cambridge Theatre, London, Storbritannien              |
| 1967 | Deborah Harford       | More Stately Mansions Eugene O'Neill                   | José Quientero     | Ahmanson Theatre, Los Angeles, USA och Broadhurst Theatre, New York, USA                                    |
| 1971 | Lady Cecily Waynflete | Captain Brassbound's Conversion George Bernard Shaw    |                    | Cambridge Theatre, London, Storbritannien                                                                   |
| 1972 | Lady Cecily Waynflete | Captain Brassbound's Conversion George Bernard Shaw    |                    | Opera House, Kennedy Center, Washington D.C., USA Ethel Barrymore Theatre, New York, USA                    |
| 1973 | Constance Middleton   | The Constant Wife W. Somerset Maugham                  | John Gielgud       | Albery Theatre (numera Noël Coward Theatre), London, Storbritannien                                         |
| 1975 | Constance Middleton   | The Constant Wife W. Somerset Maugham                  | John Gielgud       | Shubert Theatre, New York, USA                                                                              |
| 1977 | Helen Lancaster       | Waters of the Moon N. C. Hunter                        |                    | Chichester Festival Theatre, Chichester, Storbritannien                                                     |
| 1978 | Helen Lancaster       | Waters of the Moon N. C. Hunter                        |                    | Theatre Royal, Brighton, Storbritannien och Theatre Royal Haymarket. London, Storbritannien                 |

## Utmärkelser och nomineringar
Ingrid Bergman tilldelades och nominerades till en stor mängd internationella priser för olika produktioner, samt några förtjänstutmärkelser. Här nedan följer några av dem.

### Oscar
- 1945 – Bästa kvinnliga huvudroll, Gasljus
- 1957 – Bästa kvinnliga huvudroll, Anastasia
- 1975 – Bästa kvinnliga biroll, Mordet på Orientexpressen

#### Nominerad för Bästa kvinnliga huvudroll
- 1944 – Klockan klämtar för dig
- 1946 – Klockorna i S:t Mary
- 1949 – Jeanne d’Arc
- 1979 – Höstsonaten

### Golden Globe Award
- 1945 – Gasljus
- 1946 – Klockorna i S:t Mary
- 1957 – Anastasia
- 1983 – En kvinna kallad Golda

#### Nominerad för Bästa skådespelerska
- 1959 – Värdshuset Sjätte Lyckan samt Indiskret
- 1970 – Kaktusblomman
- 1979 – Höstsonaten

### Emmy Award
- 1960 – Startime: The Turn of the Screw
- 1982 – En kvinna kallad Golda

- 1961 – Twenty-Four Hours in a Woman's Life (nominerad)

### BAFTA Award
- 1975 – Mordet på Orientexpressen
- 1959 – Värdshuset Sjätte Lyckan (nominerad)

### Några övriga utmärkelser
- 1953 – Svenska Filmsamfundets guldplakett
- 1976 – César: Heders-César, Frankrike
- 1977 – Eleonora Duse-priset, Italien
- 1979 – Illis Quorum, kunglig svensk medalj
- 1987 – Das Grosse Verdienstkreuz, Västtysk postum hedersutmärkelse